# Можайский Лужецкий монастырь
Можа́йский Луже́цкий Рождества́ Богоро́дицы Ферапо́нтов монасты́рь — мужской монастырь Одинцовской епархии, расположенный в городе Можайске, существует с XV века. Единственный (кроме храмового комплекса на месте бывшего Якиманского монастыря) из 18 средневековых монастырей Можайска, сохранившийся до наших дней.

## История
Монастырь основан святым Ферапонтом Белозерским, учеником Сергия Радонежского по просьбе князя Андрея Можайского. Это произошло в 1408 году по прошествии 11 лет от основания им же Белозерского Ферапонтова монастыря.
Посвящение Лужецкого монастыря Рождеству Пресвятой Богородицы связано с решением самого Ферапонта. Видимо, Рождество Богородицы было близко его душе, так как и Белозерский монастырь был посвящён Рождеству. Кроме того, этот праздник был особо чтим князем Андреем. Именно в этот праздник в 1380 году его отец, великий князь Московский Дмитрий Иванович сражался на поле Куликовом. По преданию, в память о том сражении его мать великая княгиня Евдокия построила в Московском Кремле Церковь Рождества Богородицы.
Первый каменный собор в честь Рождества Богородицы простоял в Лужецком монастыре до начала XVI века, после чего был разобран, а на его месте в 1524—1547 годах выстроен новый, пятиглавый, сохранившейся до наших дней.
Первый архимандрит Лужецкого монастыря — преподобный Ферапонт, прожив девяносто пять лет, скончался в 1426 году и был похоронен у северной стены собора. В 1547 году причислен к лику святых Русской православной церкви. Позже над его захоронением был построен храм.
В 1681—1684 годах построена каменная ограда с четырьмя круглыми башнями и двумя воротами. В 1761—1768 построена квадратная башня в северо-восточном углу ограды. В XVIII веке добавлена ещё одна круглая башня.
Юбилейные торжества в 1908 году в Лужецком монастыре продолжались три дня. Главное празднество состоялось 27 мая (по старому стилю).
В 1918 году в келейном корпусе расположились солдаты караульной роты. В 1922 году монастырь был официально закрыт. В 1926 году библиотека, архив и предметы из ризницы были переданы в краеведческий музей. До конца 1929 года собор был открыт как приходской. 11 ноября 1929 года, согласно протоколу Мособлисполкома и Моссовета, храм был закрыт.
Монастырь пережил вскрытие мощей основателя, разорение, разрушение и запустение (он стоял бесхозным ещё в середине 1980-х годов). Перед Великой Отечественной войной в монастыре находились фурнитурная фабрика, цех завода медицинского оборудования. На монастырском некрополе находились фабричные гаражи со смотровыми ямами, складские помещения. В братских келиях были устроены коммунальные квартиры, а здания переданы для устройства столовой и клуба воинской части.
В 1961—1964 годах в монастыре проводились реставрационные работы под руководством архитектора-реставратора Н. И. Иванова. Работы касались, прежде всего, собора: были разобраны поздние пристройки вокруг него, выполнено позакомарное покрытие сводов и деревянное чешуйчатое покрытие глав, заложены поздние оконные проёмы и раскрыты древние щелевидные окна на фасадах и барабанах.
В 1994 году монастырь вновь перешёл к церкви. 23 октября состоялось первое после перерыва архиерейское богослужение. 26 мая 1999 года по благословению митрополита Крутицкого и Коломенского Ювеналия состоялось обретение мощей преподобного Ферапонта. Сейчас они покоятся в соборе Рождества Пресвятой Богородицы.
В апреле 2015 года на колокольне был установлен новый колокол весом более 2,5 тонн. На благовесте изображены иконы особо почитаемых русских святых — Спасителя, Божией Матери, Николая Чудотворца, Ферапонта Можайского.
9 августа 2015 года, после 10-месячной реконструкции, состоялось открытие колокольни, под которой находится усыпальница рода Савёловых.

## Архитектурный ансамбль
В монастыре сохранился ряд архитектурных памятников XVI—XIX веков:
- собор Рождества Пресвятой Богородицы (1524—1547);
- церковь Введения Пресвятой Богородицы с трапезными палатами (первая половина XVI века)[6];
- колокольня с усыпальницей рода Савёловых (1673—1692);
- каменная ограда с башнями (1681—1684);
- надвратная церковь Преображения Господня (1603);
- кельи с настоятельским корпусом (1681—1692), многократно перестраивались;
- въездные восточные ворота (1780);
- северный и южный корпуса келий (конец XIX — начало XX века);
- ворота хозяйственного двора (1890—1895);
- фундамент дома казначея (конец XIX века).

Сохранился также фундамент храма преподобного Ферапонта. Этот фундамент состоит из привезённых с кладбища белокаменных надгробий со старинными вилообразными крестами. Часть подобных надгробий, найденных при расчистке территории монастыря, входит в состав некрополя. Разработан проект реконструкции храма преподобного Ферапонта и галереи собора.
Рядом с монастырём в деревне Исавицы находится источник с целебной водой — «Колодец святого Ферапонта», по преданию, открытый Ферапонтом Белозерским. На источнике обустроены купели. Однако историческое, первоначальное место этого источника ни на одном архивном плане не обозначено. Достоверные сведения относятся только к концу XIX — началу XX века. Родников в этих местах всегда было число значительное. Поэтому возможно, что и источников в разное время было несколько.

## Настоятели
- Макарий (митрополит Московский) (1523—1526)
- Гурий (Лужецкий) (1544—1552)
- Феодосий (Вадбольский) (1702—1704)
- Панкратий (Чарныйский) (1754—1757[10])
- Гервасий (Линцевский) (1776—1777)
- Серафим (Глаголевский) (12 февраля 1795 — 28 сентября 1798)
- Августин (Виноградский) (21 ноября 1798—1801)
- Мелхисидек (1805) (см. Китайский благовестник // Гл. XII. — 1915. — Вып. 9—12. — С. 26)
- Анатолий (Связев) (25 сентября 1805 — июль 1806)
- Амвросий (Виноградский) (1806—1807)
- Сергий (Крылов-Платонов) (5 августа 1807—1808)
- Гедеон (Фомин) (1808—1811[11])
- Евгений (Казанцев) (19 августа 1811—1814)
- Парфений (Чертков) (12 августа 1814 — 21 сентября 1817)
- Поликарп (Гайтанников) (14 ноября 1817—1824)
- Иоанн (Доброзраков) (14 ноября 1824 — 30 января 1826)
- Евлампий (Пятницкий) (27 апреля 1831—1834)
- Иннокентий (Орлов) (23 марта 1841—1854[12])
- Дионисий (Виноградов) (1874—1893)[13]
- Геронтий (Кургановский) (1901—1902)
- Вениамин (Аверкиев) (1904 — ранее 1916)
- Борис (Петрухин) (5 октября 1994 — 6 октября 2005)
- Мефодий (Соколов) (6 октября 2005 — 22 августа 2011)[14]
- Авель (Пивоваров) (с 5 октября 2011)

- Фотографии начала XXI века
- Въездные ворота монастыря
- Поклонный крест — Голгофа
- Старинные надгробия, найденные в монастыре
- Фундамент храма преподобного святого Ферапонта, сложенный из надгробных плит
- Дорога к святому источнику